# Dendrobium njongense
Dendrobium njongense är en orkidéart som beskrevs av Rudolf Schlechter. Dendrobium njongense ingår i släktet Dendrobium, och familjen orkidéer. Inga underarter finns listade i Catalogue of Life.